# John Joseph Griffin
John Joseph Griffin (* 22. Januar 1802 in Webbs Square, Shoreditch, London; † 9. Juni 1877 in Park Road, Haverstock Hill) war ein Chemiker und Mineraloge in London.
Er studierte in den frühen 1820ern in Glasgow an der Andersonian Institution, von 1826 bis 1828 am Glasgow Mechanics’ Institute, 1829 in Paris und in den frühen 1830ern in Heidelberg bei Leopold Gmelin.
Hauptsächlich entwickelte und handelte er chemische Apparate in Glasgow. Er wurde Fellow der Chemical Society und Ehrenmitglied der Philosophical Society Glasgow.

## Veröffentlichungen
- Chemical Reactions: A Popular Manual Of Experimental Chemistry (1823).
- A Manual of Analytical Chemistry (1831) (Übersetzung v on H. Rose, Handbuch der Analytischen Chemie).
- A System of Crystallography (1841).
- Radical Theory in Chemistry (1858). (Online).
- Chemical Handicraft (1866; 2nd ed. 1877).
- A practical treatise on the use of the blowpipe, in chemical and mineral  (Online).